# Indapamide
L'indapamide est un médicament, de type diurétique, utilisé pour traiter l'hypertension artérielle ou certains œdèmes.

## Usage médical
Il s'agit d'un traitement de deuxième ligne pour l'hypertension artérielle pendant la grossesse. Il est pris par voie orale. Il peut être utilisé avec d'autres médicaments contre l'hypertension.
Il existe une forme à libération prolongée.

## Effets secondaires
Les effets secondaires courants comprennent un faible taux de potassium, des maux de tête, des étourdissements, de la fatigue, des engourdissements et de l'anxiété; d'autres effets secondaires peuvent inclure une faible teneur en sodium, des éruptions cutanées, la goutte et une glycémie élevée. Il s'agit d'un diurétique de type thiazidique.

## Histoire
L'indapamide a été breveté en 1968 et approuvé pour un usage médical en 1977. Il est disponible en tant que médicament générique. Au Royaume-Uni, cela coûte au NHS environ 3,40 livres sterling par mois à partir de 2021. Aux États-Unis, ce montant coûte environ 4 dollars américains  par mois. Une association médicamenteuse avec le périndopril est également disponible.